# Joseph Robert Martin
Pour les articles homonymes, voir Joseph Martin et Martin.
Joseph Robert Martin est un avocat et un homme politique canadien.

## Biographie
Joseph Robert Martin est né le 1er août 1926 à Chatham, désormais un quartier de Miramichi au Nouveau-Brunswick. Son père est John Stephen Martin et sa mère est Mary F. Cassidy. Il étudie au Collège Saint-Thomas de Charlottetown où il obtient un baccalauréat en arts puis à l'Université Dalhousie de Halifax, où il obtient un baccalauréat en arts et un baccalauréat en droit. Il épouse Lois Fraser le 29 décembre 1956.
Il est député de Northumberland à l'Assemblée législative du Nouveau-Brunswick de 1956 à 1960 en tant que progressiste-conservateur.